# Голаньч
Голаньч (пол. Gołańcz)  —  город  в Польше, входит в Великопольское воеводство,  Вонгровецкий повят.  Имеет статус городско-сельской гмины. Занимает площадь 12,63 км². Население 3349 человек (на 2004 год).